# Sebastián Yatra
Sebastián Obando Giraldo mais conhecido como Sebastian Yatra ou simplesmente Yatra (Medellín, 15 de outubro de 1994) é um cantor, compositor e produtor musical colombiano. Já foi indicado oito vezes ao Grammy Latino, maior cerimônia da música latina, e recebeu duas vezes o título de “Melhor Colaborador De Música Latina” pela revista Billboard.
Yatra começou a cantar desde bem jovem. Ele alcançou sucesso com Traicionera em 2016 seguido de Robarte Un Beso, com Carlos Vives. Traicionera foi o single principal de seu álbum Mantra de estreia de 2018, que também apresentou o single Sutra, com o rapper porto-riquenho Dalmata. Ele então lançou o álbum Fantasía em 2019 com sua primeira faixa intitulada Cristina, canção que contou com a participação da cantora Tini atuando no clipe e também incluindo o single Un Año com a banda mexicana Reik. Seus dois álbuns tiveram números expressivos durante o lançamento. Ambos estrearam em primeiro lugar na lista álbuns de pop Latino da Billboard Americana e atingiram diversos recordes. Em 2019 voltou a trabalhar com Tini, numa continuação intitulada Oye, uma de suas maiores colaborações junto com músicas como My Only One com Isabela Merced, Bonita com Juanes e Runaway com Natti Natasha, Daddy Yankee e Jonas Brothers. Em 2022 lançou seu terceiro álbum, intitulado Dharma. Yatra carrega colaborações de peso em seu currículo

## Início de vida
Sebástian Yatra, filho de Aníbal e Maria Adelaida, nasceu no dia 15 de outubro de 1994 na cidade de Medellín, Colômbia. É o terceiro de três irmãos homens. Em 1999, com 5 anos de idade, sua família se transferiu para Miami, nos Estados Unidos. Lá, o cantor alternou entre seus estudos acadêmicos e sua dedicação a música. Em 2006, com já 12 anos, começou a compor suas próprias músicas, e decidiu que gostaria de trabalhar na área. Ele então foi atrás de montar sua própria equipe de trabalho e dar início a sua carreira.

## Carreira

### 2013-2015: Início de carreira
Em 2013 Yatra lançou seu primeiro single promocional El psicólogo, nos Estados Unidos, Colômbia, Venezuela e Equador, de autoria própria de contou com produção de Yhonny Atella, Ender Thomas e masterização de Tom Coyne. Poucas semanas depois de sua estréia, a música ocupou o terceiro lugar na lista nacional latina em Colômbia, e o primeiro lugar em Venezuela e Equador. O clipe foi gravado pelo cineasta Simón Brand, nas praias de Malibú, Califórnia.
Em seguida, Yatra se concentrou na gravação da sua próxima música Para olvidar, de autoria própria junto de Mauricio Rengifo “Dandee”, da dupla colombiana Cali y El Dandee. Para seu lançamento, apresentaram-se duas versões, uma pop e uma remix. Também contou com videoclipe, dirigido por Diego Cadavid.
No primeiro semestre de 2015, Yatra convidou os artistas colombianos Juan David Gálvez, de Alkilados, e Mike Bahía para compor sua nova música. No me llames foi apresentada na versão pop e remix, esta contando com participação de Alkilados e produção de Ronny Wats e Dj Peeks. Esteve na posição catorze do Top 20 Nacional, durante oito semanas consecutivas, feito que permitiu a Yatra fazer sua primeira turnê promocional. Com muito sucesso, ele recebeu um convite para participar dos Festivas EXA, em El Paso, Texas e no 91 Fest.
Mais tarde, foi convidado pelo Dj produtor espanhol (naturalizado dominicado) Juan Magán para participar da música Por fin te encontré, junto da dupla Cali y El Dandee. O videoclipe, gravado em Ibiza, passou em três dias de um milhão de reproduções na Espanha, e recebeu Disco de Platina Digital por suas quarenta mil cópias vendidas.
Em 2015, estreou seu single Cómo mirarte. A música ficou na posição número dois do Top Nacional Latino, de acordo com o Monitor Latino, e se manteve como uma das dez músicas mais ouvidas no Nacional Report da Colômbia.

### 2016-2018:Mantrae Sucesso comTraicionera
Em 2016, Yatra venceu a categoria “Producers Choice Awards”, do Prêmios Juventud. Durante o mês de abril, foi convidado a participar do Evento 40 México, no Estádio Azteca. No mesmo ano, o canal de televisão internacional HTV elegiu Yatra na categoria "Artista Revelação", dos Prêmios HEAT 2016.
No ano seguinte, Yatra assinou com a Universal Music Latin. Junto a sua nova produtora, no dia 8 de julho de 2016, realizou o lançamento mundial de seu novo single, Traicionera, música principal do álbum Mantra Este teve uma ótima estreia, ficando, desde sua primeira semana, em um dos primeiros lugares das mais ouvidas das rádios da América Latina, Estados Unidos, Espanha e Portugal. Neste último, realizou uma turnê, por sete cidades, onde ultrapassou o limite de ingressos vendiddos e esgotou todos os seus shows.
No começo de 2017, Yatra participou da música Ya no hay nadie que nos pare, ao lado da cantora argentina Tini, que o convidou para participar de shows de sua tunê Got Me Started Tour, no Teatro Gran Rex.
Mais tarde, Yatra lançou o single Alguien robó, colaboração com Nacho e Wisin. Pela música, recebeu certificação de 2x Platina, por suas vendas em México, América Latina, Equador, Peru e Espanha. Seu clipe foi digirido por Daniel Durán e gravado entre Miami e Bogotá.
Durante 2017, participou de diversas colaborações. Lançou uma versão latina de No Vacancy, da banda OneRepublic. Participou da música Summer Days, a convite do cantor belga Milow, depois de conhecer a colaboração colombiana com Carlos Vives, Robarte un Beso. Esta ficou na primeira posição nas rádios colombianas e em vários países latinoamericanos, se tornando um viral a nível mundial. Em junho de 2017, lançou Devuelveme el Corazón, produzida por Mauricio Rengifo, com video dirigido novamente por Daniel Durán, filmado em Miami e Los Angeles. Meses depois, fez uma parceria com Joey Montana, chamado Suena el Dembow, com clipe gravado nas praias de Malibu.

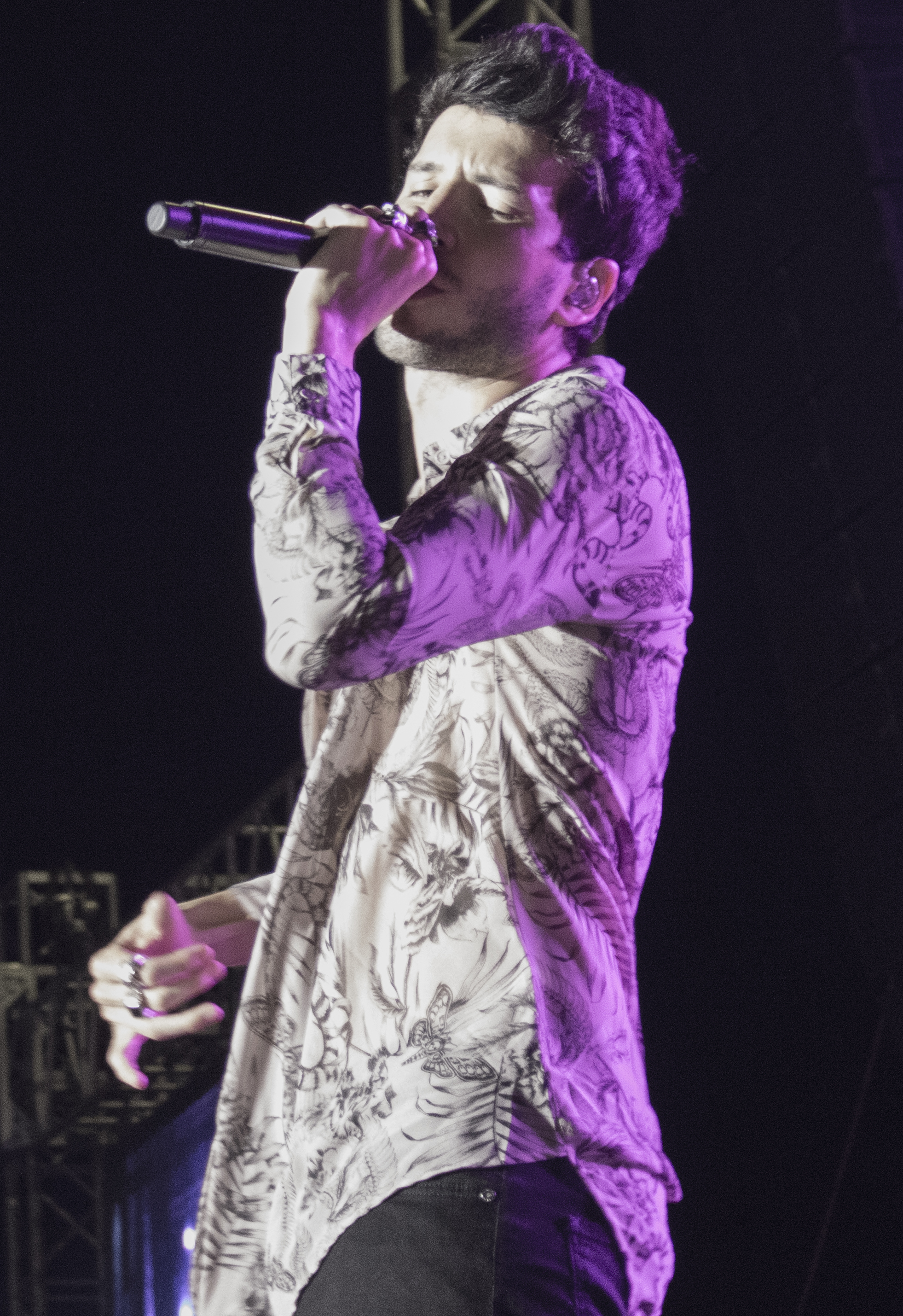
Yatra seu show em Babahoyo, Equador, 2018

Em março de 2017, Yatra estreou na atuação, na série Guerra de Ídolos, com os atores Sheryl Rubio e Alejandro Speitzer. Ao final de setembro de 2017, Yatra recebeu duas indicações aos Prêmios Grammy Latinos. A primeira por "Melhor Artista Novo", e a segunda pelo seu EP Extended play Yatra, como "Melhor Álbum Pop Vocal". Depois dessa noticia, Yatra anunciou estar trabalhando no seu novo álbum. Em outubro daquele ano, lançou Sutra, single que contou com a colaboração de Dálmata e um videoclipe gravado em Miami, com direção de Simón Grand, o mesmo que dirigiu seu primeiro clipe.
Yatra também tornou-se apresentador do Kids Choice Awards Colômbia, ao lado da modelo Andrea Serna. Pela premiação, recebeu indicação de "Melhor Artista Colombia" e "Garoto Trendy". Por sua vez, o canal de música MTV América Latina, o indicou a cinco categorias nos Prêmios MTV MIAW 2017.
Em janeiro de 2018, lançou seu novo single No hay nadie más, produzida por Toby Tobon e Andrés Munero, com videoclipe filmado em El Chaltén, Patagônia. O clipe, no seu primeiro mês, acumulou mais de 100 milhões de visualizações.
Yatra também participou pela primeira vez como jurado e treinador no programa La Voz Kids, junto de Fanny Lú e Andrés Cepeda, substituindo Maluma. Seu escolhido, Juanse Laverde, venceu o programa.
No final de março, lançou Por Perro, com colaboração de Luis Figueroa e Lary Over. No mesmo mês, Yatra colaborou novamente com Tini, na música e no clipe de Quiero Volver, que dá nome ao novo álbum da cantora. No mesmo mês, lançou o clipe Ya no tiene novio com participação dos filhos do cantor Ricardo Montaner, Mau y Ricky.

### 2019-2020:Fantasía
Em 2019, Yatra lançou o álbum Fantasía, com sua primeira faixa intitulada Cristina, canção que contou com a participação da cantora Tini atuando no clipe e também incluindo o single Un Año com a banda mexicana Reik.
Em junho de 2019, Yatra lançou a música Runaway, ao lado de Daddy Tankee, Natti Natasha e Jonas Brothers. Essa é a primeira música bilíngue do cantor. Todos interpretaram juntos a música no show de abertura da banda estadunidense Happiness Begins Tour, em Miami. Em julho, esteve numa colaboração com a dupla Simone e Simaria.
O single Oye, terceira colaboração com Tini, alcançou a primeira posição na Argentina Hot 100 da Billboard, durante a semana de 26 de outubro de 2019. O videoclipe da música recebeu mais de 40 milhões de visitas em duas semanas após seu lançamento. Yatra também colaborou com o grupo mexicano Maná, em novembro, com uma nova versão da música No ha parado de llover, com um videoclipe. 
Em julho de 2019, no show de abertura da Final da Copa Libertadores, performou ao lado de Tini e da brasileira Anitta
Em março de 2020, lançou um remix de sua música Fantasía, além de realizar o sonho de colaborar com Ricky Martín na música Falta Amor. Também anunciou sua participação na abertura da turnê americana de Martín e Enrique Iglesias. Em junho, com Mau y Ricky e Mora, lançou 3 de la mañana, e em 21 de outubro Tacones Rojos, que alçancou o primeiro lugar nas 40 principais músicas escutadas.

### 2021-presente:Dharma
No começo de 2021, Yatra lançou Pareja del Año com Myke Towers. A música ficou três dias no Top 200 Global do Spotify, tornando-se um sucesso de reproduções. O single obteve certificado de 2x Platina nos Estados Unidos e Espanhã, e Ouro em vários países latinos.
Yatra gravou a música em espanhol Dos Oruguitas e em inglês Two Oruguitas, temas do filme da Disney Encanto. A música, escrita por Lin-Manuel Miranda, representou a entrada de Yatra em uma trilha sonora de um filme da Disney.
O cantor também lançou o clipe de Tacones Rojos, com participação da atriz Clara Galles, e direção de Daniel Durán. O single ficou no Top 50 Global de Spotify, com múltiplas certificações na América Latina. Também participou da turnê de Enrique y Rique nos Estados Unidos.
No final de 2021, anunciou Dhrama, seu novo álbum, lançado oficialmente em janeiro de 2022, e sua turnê mundial de mesmo nome na Espanha, Estados Unidos, Canadá, México e América Latina.
Além disso, o artista voltou a atuar, protagonizando a série da Netflix Era uma Vez... para Nunca Mais, dirigida por Manolo Caro. Em janeiro de 2022, Yatra lançou o single Amor Pasajero, e em setembro Contigo.

## Vida pessoal
Em outubro de 2019, se envolveu em controvérsias políticas ao expressar seu apoio a políticos de extrema direita colombianos, como o presidente Álvaro Uribe.
Em março de 2020, durante a pandemia, Yatra começou a ler livros para crianças durante lives no Instagram a noite.

### Relacionamentos
Em junho de 2019, confirmou-se que Yatra estava namorando a cantora argentina Tini. Porém, separados em países diferentes durante a quarentena, os dois confirmaram o término em maio de 2020. Ambos iriam estrear uma série juntos para o Disney+, chamada Siempre Fui Yo, mas, após o fim da relação, abandonaram o projeto.
Posteriormente, o colombiano teve um envolvimento com a cantora espanhola Aitana. O casal esteve junto por cerca de um ano, de maneira discreta, nunca chegando a anunciar o namoro, e romperam o relacionamento no final de 2023.

## Discografia
- Mantra (2018)
- Fantasía (2019)
- Dharma (2022)

## Prêmios e indicações

### Grammy Latino
| Ano  | Indicação           | Categoria                            | Resultado |
| ---- | ------------------- | ------------------------------------ | --------- |
| 2017 | Sebastián Yatra     | Melhor Artista Revelação             | Indicado  |
| 2017 | Extended Play Yatra | Melhor Álbum Vocal Pop Contemporâneo | Indicado  |
| 2018 | "Robarte Un Beso"   | Canção do Ano                        | Indicado  |
| 2019 | Fantasía            | Álbum do Ano                         | Indicado  |
| 2019 | Fantasía            | Melhor Álbum Vocal Pop Contemporâneo | Indicado  |
| 2019 | "Un Año"            | Canção do Ano                        | Indicado  |
| 2020 | "Bonita"            | Canção do Ano                        | Indicado  |
| 2020 | "Bonita"            | Melhor Canção Pop                    | Indicado  |

### ASCAP Latin Awards
| Ano  | Indicação       | Categoria           | Resultado |
| ---- | --------------- | ------------------- | --------- |
| 2018 | Sebastian Yatra | Award Winning Songs | Venceu    |

### Heat Latin Music Awards
| Ano  | Indicação       | Categoria             | Resultado |
| ---- | --------------- | --------------------- | --------- |
| 2017 | Sebastian Yatra | Melhor Artista Andino | Venceu    |
| 2019 | Sebastian Yatra | Melhor Artista Pop    | Venceu    |